# Japán újév
A japán újév (正月; Hepburn: Shōgatsu) évente lezajló fesztivál, amelyhez rengeteg különféle népi szokás kapcsolódik. Japánban 1873 óta ünneplik hivatalosan a Gergely-naptár szerint, minden évben január elsején, tehát az újév első napján (元日; Hepburn: Ganjitsu). Egyébként a japán újév több hagyományos eseményét még mindig a Tenpó kalendárium első napján rendezik meg, amely az utolsó hivatalos holdnaptára volt Japánnak és egészen 1872-ig használták.

## Történelme
Kelet-Ázsiában holdnaptárt használtak, s a Hold mozgása határozott meg egy-egy ünnepet. A jelenlegi japán újév tulajdonképpen a kelet-ázsiai holdújév saját szokásaikkal kiegészített és kissé átalakított változata. A holdújév mozgó ünnep, január végére, február elejére esik, ám Japánban a Meidzsi-korban (1868–1912) a Gergely-naptár átvételével január 1-jére helyezték a kezdetét. Maga az újévi ünnep három napos, január 1-jétől január 3-ig tart – osógacu –, de az előtte lévő nap, december 31. – ómiszoka – is fontos. Valójában azonban már minden az óévet lezáró eseményt és minden, az újévet elindító cselekvést is hozzávehetünk az ünnephez, így a nenmacunensi tulajdonképpen december második felétől január első feléig tart. A Meidzsi-korszak előtt, a japán újév pontos időpontja a Japánban éppen aktuális holdnaptár alapján lett meghatározva (ezek közül az utolsó a feljebb említett Tenpó kalendárium volt). Korábban használt holdnaptárak közé tartozik a Dzsókjó-naptár és az azelőtt alkalmazott kínai holdnaptár. Ám öt évvel a Meidzsi-restaurációt követően, 1873-ban, Japán áttért a nemzetközileg leggyakrabban használt Gergely-naptárra, ebből kifolyólag január első napja lett a hivatalosan és kulturálisan az év első napja.

## Hagyományos ételek

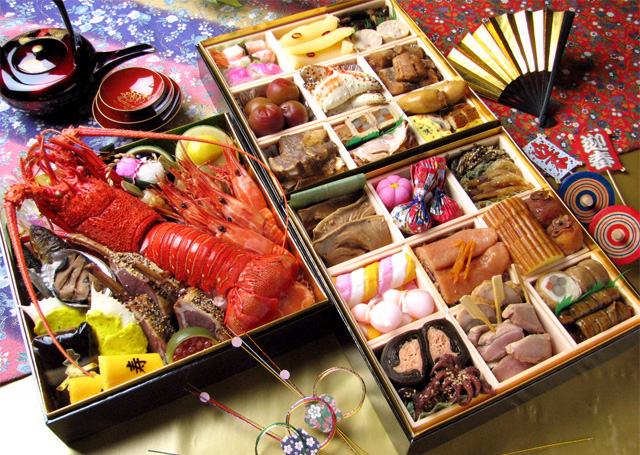
Oszecsi-rjóri (お御節料理), tipikus újévi ételek

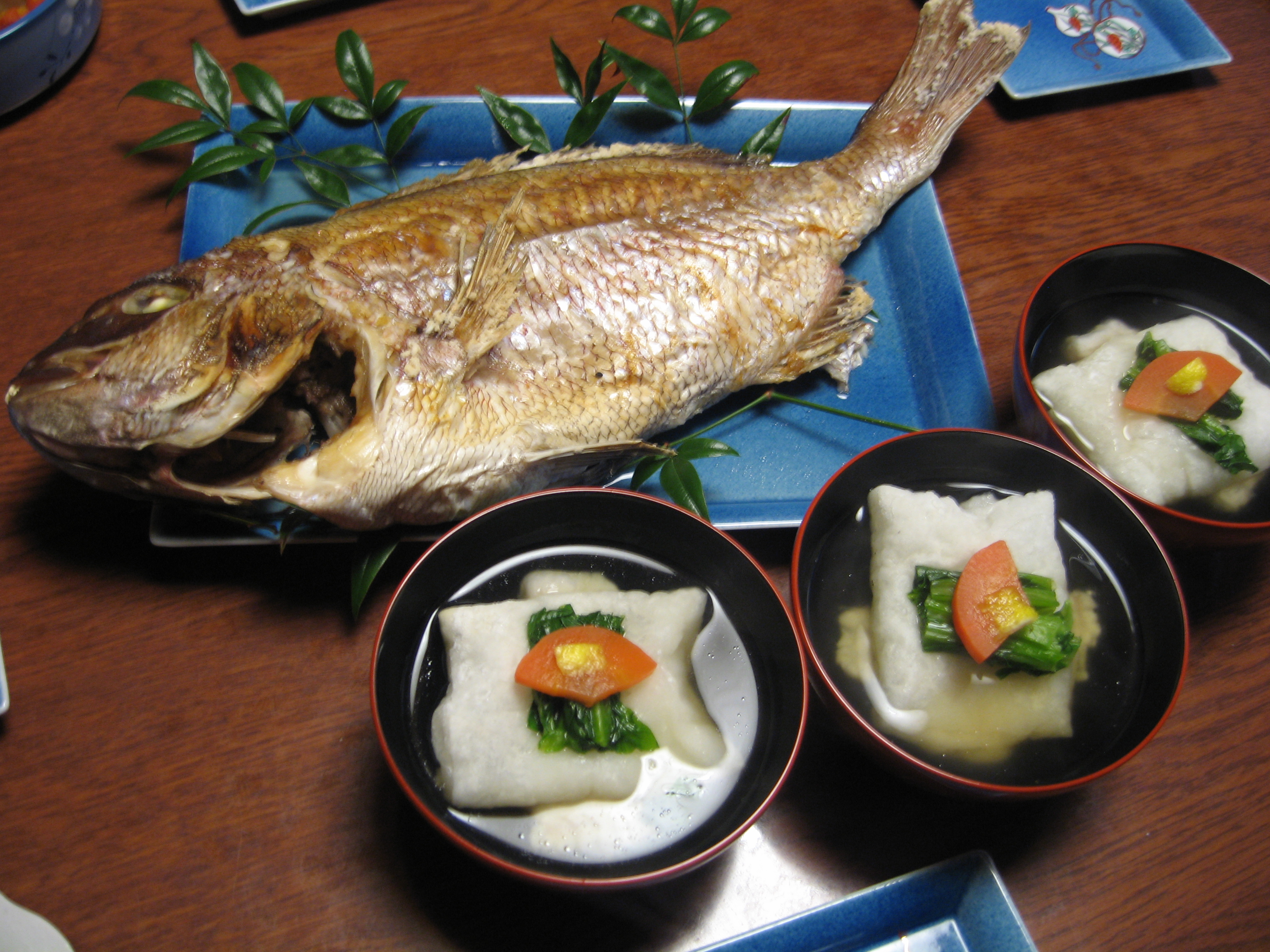
Ez a zōni, ami egy leves mocsi-val és grillezett hallal

Az újév folyamán a japánok rengeteg, különlegesen erre az alkalomra kiválasztott ételeket esznek, ezt szecsi-rjóri-nak (御節料理; Hepburn: sechi-ryōri) vagy oszecsi-rjóri-nak (お御節料理; Hepburn: osechi-ryōri)), ezt általában röviden csak "oszecsi"-nek (お御節; Hepburn: osechi) nevezik. Ezek közül sok étel vagy édes vagy savanyú vagy száraz, így rendkívül tartósak, még ha nincsenek is hűtőszekrényben tárolva, ugyanis ezek az étkezési hagyományok olyan régi időkből származnak, amikor még nem voltak a háztartásokban hűtőszekrények továbbá a legtöbb bolt zárva tartott ezeken az ünnepnapokon. Az oszecsi-nek több változata is van, minden prefektúrának megvannak a maga sajátos ételei erre az ünnepre, így minden régióban mást fogyasztanak ilyenkor, sőt vannak olyan ételek is, amik egy régióban elfogadottnak számítanak, viszont más régióban kedvezőtlennek tartják, vagy esetlegesen teljesen be is van tiltva újév napján való fogyasztásuk. Az egyik népszerű újévi étel például az ozóni (お雑煮; Hepburn: ozōni), egyfajta leves, melyben úgynevezett mocsik (ragacsos rizslisztből készült "édesség") úsznak, bár ennek a levesnek a hozzávalói is erős eltérést mutathatnak minden egyes prefektúrában. Manapság gyakran fogyasztanak ilyenkor szasimi-t és szusit is, sőt akár nem japán ételt is. Január hetedik napján, más néven dzsindzsicu-kor (人日; Hepburn: jinjitsu) a hagyomány szerint készítik az úgynevezett "hét gyógynövényes rizs levest" vagy a "hét gyógynövényes levest" más néven a nanakusza-gaju-t (七草粥; Hepburn: nanakusa-gayu).

## Mocsi

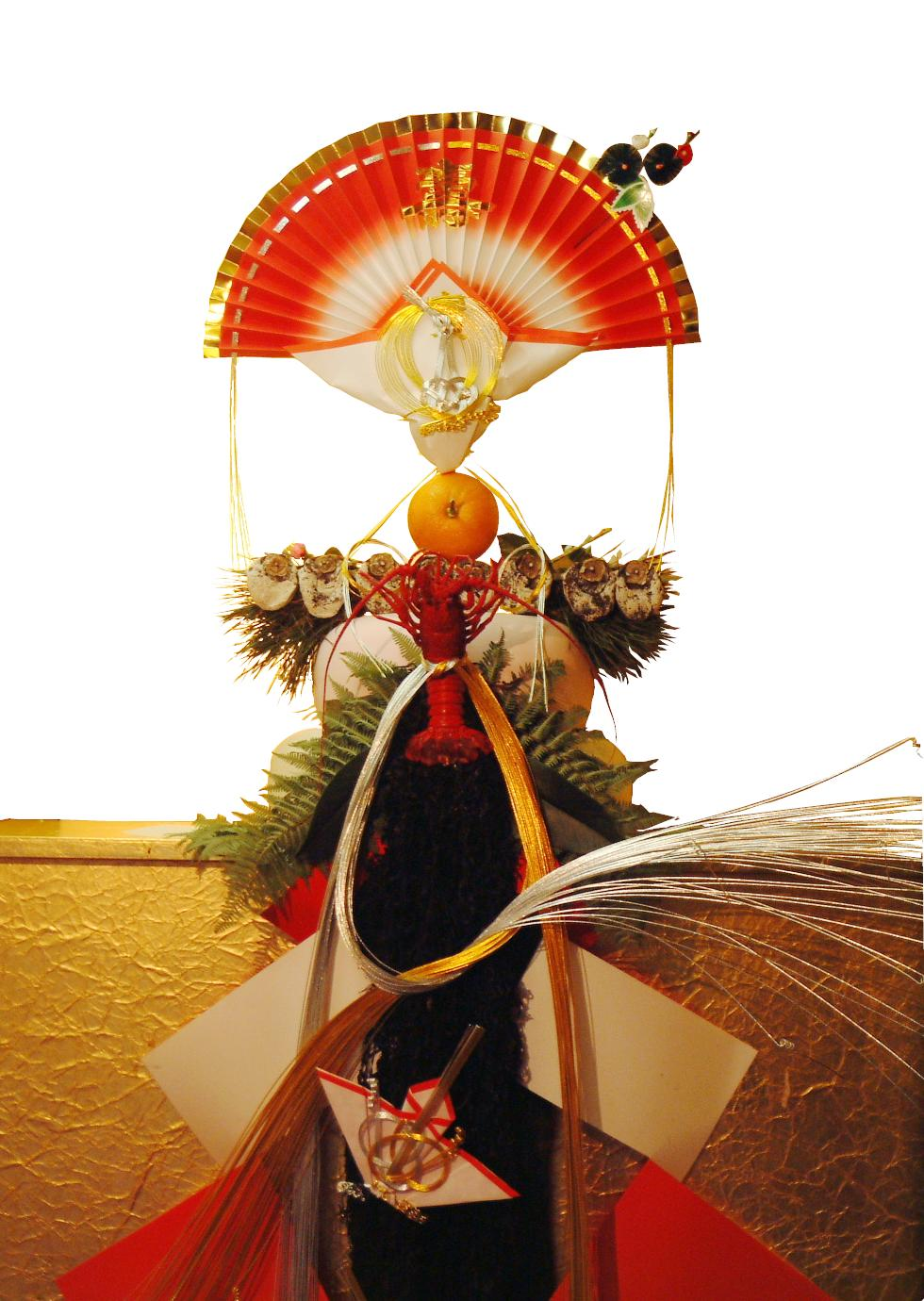
Egy hagyományosan díszített kagami mocsi (鏡餅, kagami mochi)

Egy másik újévi szokás ragacsos rizs "süteményt", mocsit (餅; Hepburn: mochi) készíteni és fogyasztani. Az alaposan meggőzölt ragacsos rizst egy nagy fából készült edénybe helyezik és míg egy ember vizet vereget bele, addig egy másik egy hatalmas fa kalapáccsal döngöli. Ahogyan a ragacsos mocsi rizst (餅米; Hepburn: mochigome) összezúzzák, egy ragacsos fehér masszává áll össze. Ezt az édességet Szilveszter napján, vagy az előtt készítik, és január elején fogyasztják. Érdekessége, hogy mivel ez egy rendkívül ragadós massza, ezért évente átlagosan öt ember veszti életét, ennek az édességnek a fogyasztása során (főleg idősek és néha gyermekek).
Az elkészült mocsit újévi dekorációnak is felhasználják, ez az úgynevezett kagami mocsi (鏡餅; Hepburn: kagami mochi), ami két kerek mocsi "tortából" továbbá a tetejére helyezett mandarinból (橙; Hepburn: daidai) áll. A "daidai" szóalak jelenthet "számos generáció"-t is a mandarinon kívül, emiatt a szójáték miatt úgy hiszik, hogy a mandarint a dekorációra való helyezése hosszabbítja a vérvonalat.

## Nenmacu, az év vége
Sok kultúrában a régi dolgokat nem szabad átvinni az újévre, s mindent még az óévben le kell zárni. Japánban sincs ez máshogy, ezért december második fele a dolgok tisztázásnak és rendbe hozásának, az „utolsó” dolgok időszaka. Minden adósságot rendeznek, minden kölcsönt megadnak, s az óévben elvégzett utolsó munka még külön nevet is kapott: sigoto oszame. Megkezdődik a nagytakarítás, hogy makulátlanul induljon az újév, és helyére kerül az ilyenkor szokásos dekoráció is.
A bejárat elé egy pár kadomacut, fenyőből és bambuszból készült díszt állítanak. A fenyő a hosszú életet, a három különböző hosszúságú bambusz az eget, az emberiséget és a földet jelképezi. A kadomacu üdvözli és befogadja az újév istenségét és az ősök szellemét, melyet január második felében, a dísz elégetésével engednek szabadon.
Az újévi dekoráció másik jellegzetes eleme a kagami mocsi. Egy nagyobb és egy kisebb lapított gömb alakú rizssütemény alkotja, melyek tetején elhelyeznek egy daidait, japán keserű narancsot. A két rizssütemény szimbolikáját sokféleképpen értelmezik, ezek közül az egyik, hogy a régi és új esztendőt jelképezi. A gyümölcs saját nevének másik jelentését, az „egymást követő generációkat” szimbolizálja.
Az év végi időszak másik elmaradhatatlan kelléke az újévi üdvözlőlap, a nengadzsó. A boltban vásárolt lapokon általában egy „Boldog újévet!” felirat és az újév kínai horoszkóp szerinti állatának képe (pl. 2013 a kígyó, 2014 a ló éve) látható. A címzést kézzel írják meg, de van, aki az egész lapot is kézzel készíti, s olyan is, aki a nengadzsó előállítására alkalmas géppel szerkeszti meg és nyomtatja ki az üdvözlőlapokat. Fontos, hogy időben megérkezzen mindenkihez a képeslapja, ezért az embereknek külön a posta által megszabott határidőre fel kell adniuk ezeket. 
December 31. napján egy átlagos család leül a tévé elé, és megnézi a műsoron lévő kabarékat és a Kóhaku uta gasszent, a „Vörös és fehér dalversenyt”, mely nélkül 1951 óta nem telik el ómiszoka. A műsorban szereplő híres énekesek két csoportra, egy piros, női és egy fehér, férfi csoportra oszlanak, és felváltva énekelnek. A műsor végén egy hírességekből álló zsűri és a közönség dönti el, melyik csapat volt jobb.
Az eredményhirdetést követően, nagyjából egy órával éjfél előtt felcsendül az első harangszó a dzsoja no kane 108 harangütéséből. A buddhizmus szerint 108 földi szenvedély van, melytől meg kell szabadulnunk, hogy a nirvánába jussunk. Egy harangütés egy szenvedélytől való megszabadulást jelképez, így 108-at kondítanak a harangokon, hogy szenvedélyeinktől mentesen lépjünk az új esztendőbe. A harangütéseket a televízió a híresebb buddhista templomokban készült felvételekkel színesítve közvetíti.
Az ómiszoka hagyományos étele a tosikosi szoba, az „évet átlépő hajdinatészta”. A hosszú tészta a hosszú élet szimbóluma, s elég hosszú ahhoz is, hogy összekösse az óévet az újévvel, ezért fogyasztják előszeretettel december 31-én.

## Nensi, az év eleje
Január első három napját, az osógacut a japánok családi körben töltik. A karácsonnyal ellentétben a japán újév családi ünnep, melyre többnyire az otthonuktól távol élők is hazautaznak.
Az újév a gyerekek egyik kedvenc ünnepe, mert minden rokonuktól pénzt kapnak ajándékba. Ez az otosidama, melyet egy szép boríték rejt. Ez az időszak az „elsők” napja, szinte minden, az újévben végzett első cselekvés nagy jelentőséggel bír. E tevékenységek, szokások elnevezésében gyakran az „első”, „hacu” szó előtagként is megjelenik.
- Hacumóde: az első szentélylátogatás, melyre január 3-ig, de újabban január 7-ig sort kerítenek.
- Hacuhinode: az első napfelkelte, az új esztendő és az új lehetőségek szimbóluma.
- Hacujume: az új évben látott első álom, történései előre vetítik az új év eseményeit.
- Varaizome: első nevetésünk az új évben szerencsés előjel, milyenségén múlik az az évi boldogságunk.

Emellett párhuzamosan megjelennek új, modern szokások is, amilyen például a hacuuri, az első leárazások január 2-ától. Az érintett boltok előtt sokan már éjszaka letáboroznak, s kint alszanak, hogy reggel nyitáskor elsőként léphessék át a bolt küszöbét. E leárazások abszolút slágere a fukubukuro, azaz „szerencsezsák”, ami körül-belül tízezer jenért megvásárolható, és ezért kap a vásárló egy szatyrot az üzlet termékeivel. A termékek összértéke ugyan meghaladja az általuk fizetett összeget, de a vásárlás pillanatában fogalmunk sincs, mi van a szatyorban. Éppen ezért a hacuurit többnyire barátokkal való összejövetelek sora követi: piros S-es pólót zöld L-esre, nyakkendőt harisnyára cserélni. Tulajdonképpen az a szokás a zsákbamacska drágább változata.
Osógacu idején hagyományosan nem szabadott semmilyen munkát végezni, így aztán főzni sem lehetett. A háziasszonyoknak mindent az ünnepek előtt el kellett készítenie olyan mennyiségben, hogy elég legyen, és úgy, hogy ne romoljon meg. Az oszecsi szójaszósszal, cukorral és ecettel főzött ételekből – főképp zöldségek és hal – áll, melyek sokáig eltarthatók. Rengeteg különbözőféle fogást készítenek el, végül a komponenseket meghatározott szabályok szerint rendezik el egy fakkokkal felosztott, többemeletes dobozban. Az oszecsi egy gasztronómiai műalkotás, melyben mindegyik összetevőnek megvan a maga szimbolikája is. Például:
- Kuri: az aranyszínű, édes gesztenyebefőtt a gazdagság szimbóluma.
- Ikura: az apró és megszámlálhatatlan haltojások a termékenységet jelképezik.
- Tai: egy halfajta, melynek nevéből könnyű az omedetai, „örvendetes” szóra asszociálni.
- Renkon: lótuszgyökérből készült savanyúság. A lótusz fontos jelkép a buddhizmusban, a lyukacsos növény az új évre való előretekintést is szimbolizálja. A fehér és a piros szín ünnepi színek a japán kultúrában, s e két szín a renkon mellett több összetevőben is jelen van.

A mocsi készítése szintén hagyományos az év kezdetekor, édességként vagy az ünnepi ozóni – főtt húsból, zöldségekből, algából és mocsiból álló – leves betétjeként fogyasztják. Ma már sokan rizslisztből és vízből készítik, de eredetileg a rizst kell nagyon pépesre főzni, s egy erre szolgáló kalapáccsal addig püfölni, míg nyúlós-ragadós masszát nem kapunk. Az így készült mocsi nehezen rágható, ezért lehet olykor veszélyes az idősebb generáció számára.
A háromnapos ünnep végeztével aztán újra kezdődik a munka, s folytatódik az „elsők” sora. Az újévben végzett első munka a sigoto hadzsime. Január 7. táján, de legkésőbb január közepén lekerülnek az újévi díszek, s így tér vissza fokozatosan egész Japán a régi kerékvágásba, és indul el az új esztendő.

## Harangkongatás
December 31-én éjfélkor felzendül az összes buddhista templom egész Japán területén, hogy pontosan 108 alkalommal megkongassák harangjaikat ez az úgynevezett "éjszakai harangszó" vagyis a dzsoja no kane (除夜の鐘; Hepburn: joya no kane). A 108 harangszó a buddhista hit szerinti 108 emberi bűnt szimbolizálja, és a célja, hogy ezt a 108 világi vágyat eltávolíthassák értelmileg és érzelmileg minden japán állampolgárból. Egy főbb látványosság az "éjszakai figyelő harang" Tokióban. A japánok úgy hiszik, hogy a harang megkongatása eltörli az előző évi bűneiket. Ezt a harangot 107 alkalommal kongatják meg 31-én és egyszer éjfél után.

## Üdvözlőlapok

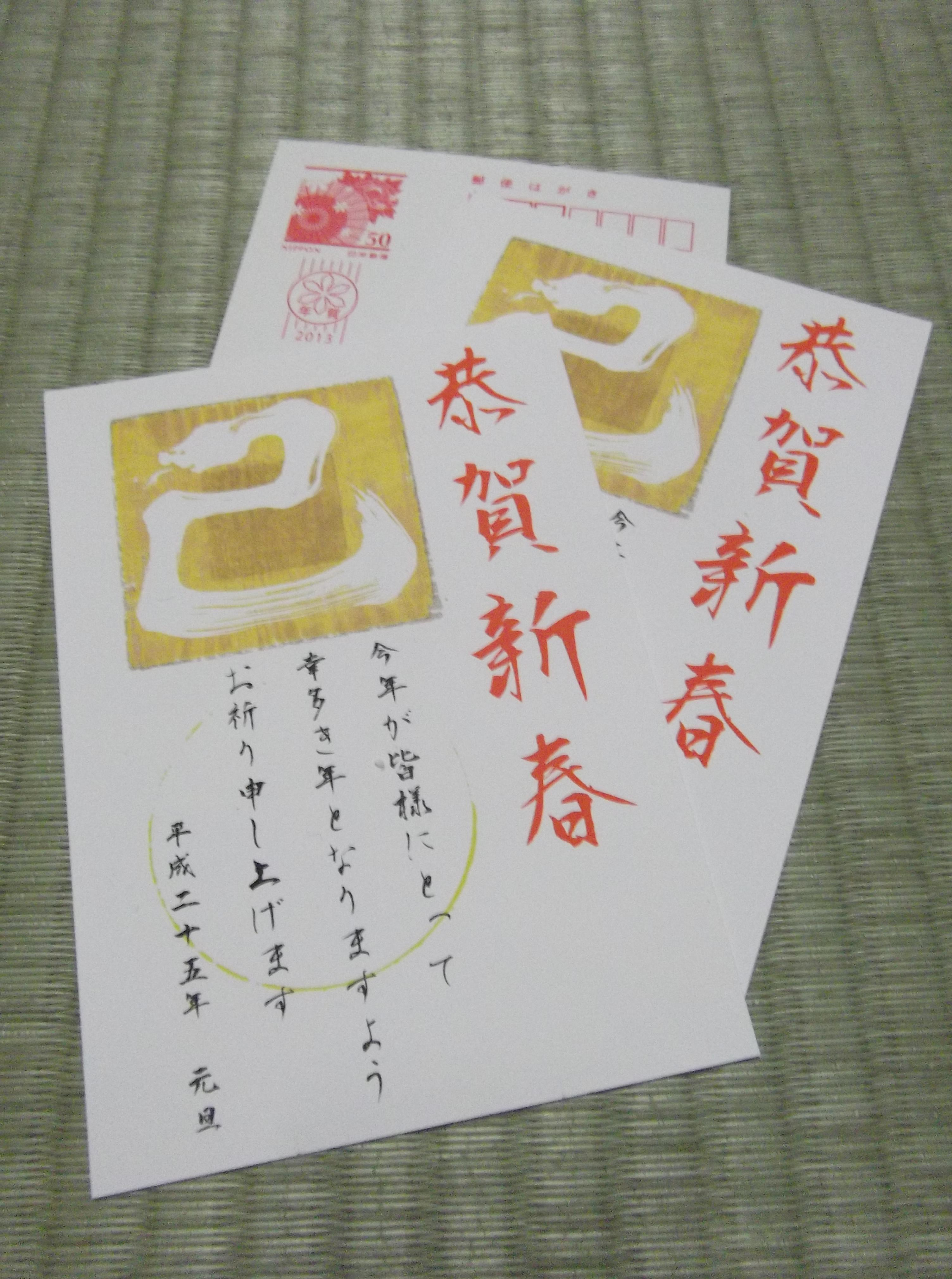
Egy nengadzsó (年賀状, nengajō), vagyis egy japán újévi üdvözlőkártya

A december végi és a január elejei időszakok a legleterheltebb szezonja a japán postának, ugyanis a Japánban szokás ilyenkor újévi üdvözlőlapokat nengadzsó (年賀状; Hepburn: nengajō) küldeni a barátoknak és rokonoknak, hasonlóan a Nyugaton szokásos Karácsonyi üdvözlőlapok küldéséhez. Ezek eredeti célja az volt, hogy így hírt adhassanak az emberek magukról és a közeli családjukról a távol élő barátoknak és rokonoknak. Más szóval, ez a szokás azért alakult ki, hogy tudassák az olyan emberekkel is, hogy élnek és virulnak, akikkel nem feltétlen találkoznak rendszeresen.
A japánok úgy adják fel ezeket az üdvözlőlapokat, hogy pontosan január elsejére érkezzenek meg. A japán posta garantálja ezeknek a küldeményeknek a pontos kiszállítását, amennyiben a meghatározott határidőig (ami általában december közepétől közelítőleg az év végéig tart) feladják, és megjelölik őket a nengadzsó felirattal. Azért, hogy ezt a hatalmas mennyiségű üdvözlőlapot maradéktalanul kiszállíthassák időben, a japán posta minden évben felvesz diákokat részmunkaidős állásokba, hogy segítsék a levelek kézhez vitelét.
Nem szokás küldeni ezeket az üdvözlőlapokat olyan családokhoz, ahol elhalálozás volt a megelőző év folyamán. Ebben az esetben a családtagok körbeküldenek az ismerősöknek, barátoknak és a távoli családnak egy kevésbé díszes, puritánabb úgynevezett „gyászlapot” vagy mocsú hagaki (喪中葉書; Hepburn: mochū hagaki), hogy tudassák velük, hogy a elhunytjuk iránti tiszteletből ne küldjenek újévi üdvözlőlapot.
A nengadzsók több helyről is beszerezhetők, állomásokon például lehet előre nyomtatott darabokat vásárolni. A legtöbb üdvözlőlapon feltüntetik a következő évi kínai zodiákus jelét és/vagy egyéb ilyenkor szokásos üdvözléseket. A kínai zodiákus ciklusa 12 évet ölel fel, minden évet egy-egy állat jelképez. Ezek az állatok időrendi sorrendben: a patkány, a bika, a tigris, a nyúl, a sárkány, a kígyó, a ló, a kecske, a majom, a kakas, a kutya és a disznó. 2008 volt a patkány éve, 2009 a bika éve, 2010 a tigrisé, 2011 a nyúlé, 2012 a sárkányé, 2013 a kígyó éve, 2014 a lóé, 2015 a kecskéé, 2016 a majom éve, 2017 a kakasé, és az idei, 2018-as év pedig a kutya éve. Híres állatokat megszemélyesítő karakterek rendkívül népszerűek a saját éveikben, például Snoopy a kutya évében és más animált mesehősök is, mint Mickey és Minnie Egér a patkány évében.
Az újévi üdvözlőlapok megcímzése általánosan kézzel készülnek, ez egy lehetőség, hogy megmutathassák a kézírásukat (ez az úgynevezett sodó (書道; Hepburn: shodō)). Ezeken a kártyákon gyakran hagynak ki helyet, hogy a feladó kitölthesse személyes üzenetekkel. Ugyanakkor elérhetőek ilyenkor teljesen üres kártyák is, azon célból, hogy a kreatívabbak saját kézírásukkal teleírhassák és rárajzolhassanak egyedi mintákat (amik általában a következő év kínai zodiákusát szokták ábrázolni). Bevásárló-központokba és egyéb boltokba újév előtt nagy mennyiségű gumi pecsét érkezik az ilyenkor szokásos köszöntésekkel és a következő év kínai zodiákusával díszítve, ezek nagy része el is kel az ünnepi időszakban, valamint sok ember vásárol tintához író ecsetet az egyedi üdvözlések írásához. Népszerűek még ez idő tájt, speciális “nyomtató készülékek”, különlegesen az olyan emberek körében, akik kedvelik a kézzel készített tárgyakat. Elterjedten használnak még olyan szoftvereket, amelyekkel az újdonsült “művészek” megalkothatják a saját személyre szabott újévi üdvözlőlapjaikat, amiket ezután egyszerűen csak kinyomtatnak színes nyomtatókkal. Mivel ilyenkor főleg a társsal rendelkező személyeknek akár több mint 100 levelet is meg kéne írniuk, a nyomtató boltok széles választékot biztosítanak köszöntő levelek mintáiból, mind egy-egy rövid üzenettel ellátva, így a feladónak már csak a címezést kell kézzel elkészítenie. Még az online kommunikáció (például e-mail) növekvő népszerűségével is a nengadzsó megtartotta a népszerűségét Japánban, habár az ifjabb generáció már alig küld ki üdvözlőlapokat, inkább telefonon keresztül köszöntik egymást. Az elmúlt pár évben fokozatosan megnőtt a társadalmon belül ezeknek a digitális köszöntéseknek az elfogadottsága.

## Újévi hagyományos köszöntések
~ kotosi mo jorosiku o-negai-simaszu (今年もよろしくお願いします; Hepburn: kotoshi mo yoroshiku onegaishimasu) – Az idén is számítok a szívélyes jóindulatára.
~ (sinnen) akemasite o-medetó-godzaimaszu (( 新年 ) あけましておめでとうございます; Hepburn: shinnen akemashite omedetō gozaimasu) – (Az újév alkalmából) boldogságot kívánok.
~ kinga sinnen (謹賀新年; Hepburn: kinga shinnen) – Boldog Új Évet.
~ gasó (賀正; Hepburn: gasō) – Január ünneplése.
~ sosun / hacuharu (初春; Hepburn: shoshun / hatsuharu) – Szó szerint “korai tavaszt” jelent, mivel a tradicionális holdnaptár szerint az újév kora tavasszal kezdődött.
~ geisun (迎春; Hepburn: geishun) – Üdvözölni a tavaszt.

## Otosidama

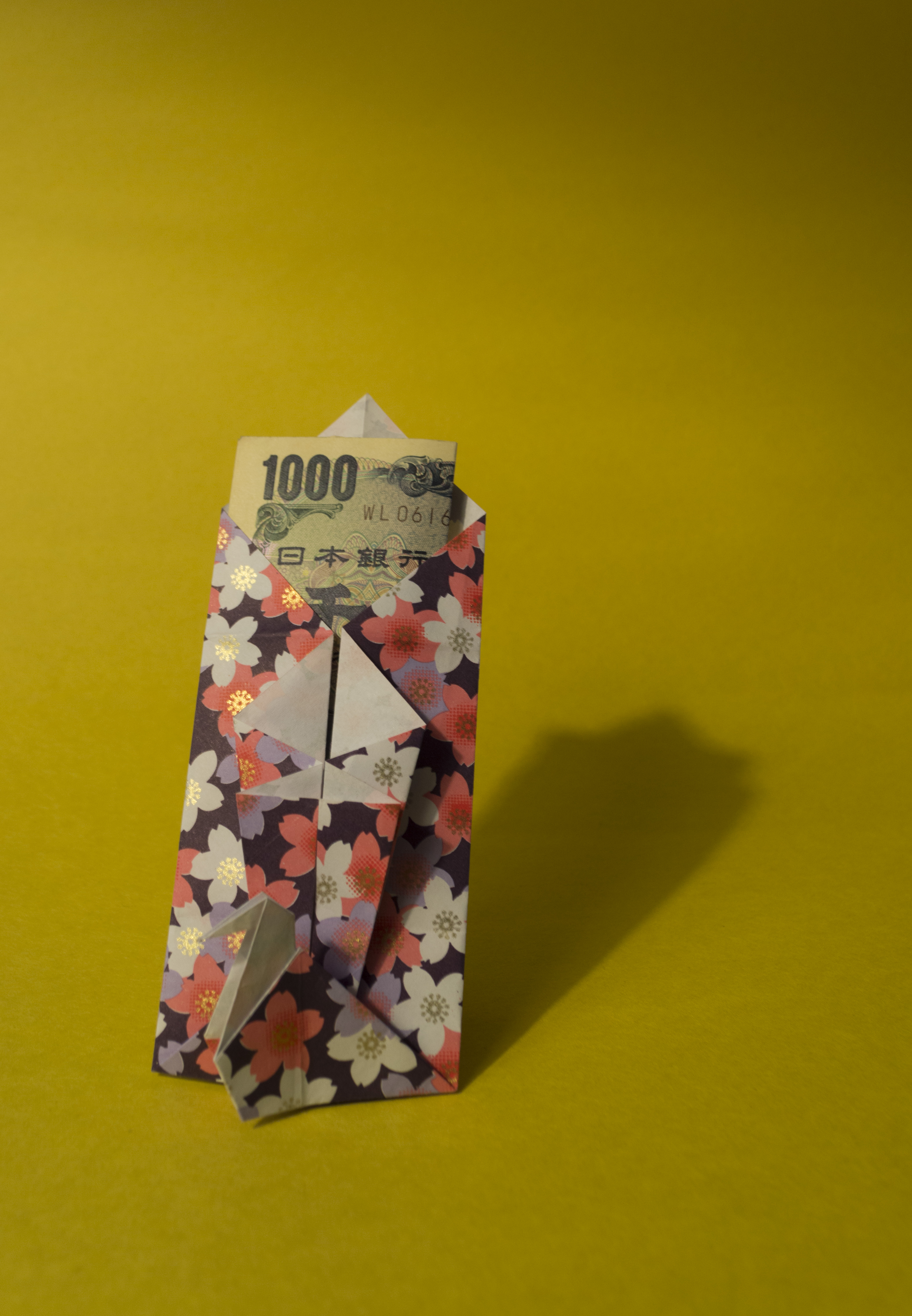
A képen egy Pocsi-bukuro (ポチ袋) látható, ami origami (折り紙) technikával készült

Az otosidama, egy olyan, újév napján lezajló hagyomány, amely során a gyermekeknek egy tasakban (az úgynevezett otosidama-bukuróban (お年玉袋; Hepburn: otoshidama-bukuro)) vagy gyakrabban apró, alaposan feldíszített piros borítékban pocsibukuro-ban (ポチ袋; Hepburn: pochi-bukuro) az idősebb családtagok pénzt adnak, hasonlóan a súgi-bukuróhoz (祝儀袋; Hepburn: shūgi-bukuro), a kínai hóngbāo-hoz és a Skóciában szokásos újévi ajándékhoz (handsel). A gyermekeknek adott pénz függ a szóban forgó gyermek életkorától, de általában közel azonos összeg kerül egy-egy családon belül egy-egy gyermekhez, amennyiben több, mint egy kapna, hogy ne érezze magát egyik sem kihagyva. Nem ritka ilyenkor akár a több, mint ¥10000 (vagyis körülbelül 25000 Ft-os) összeg adása sem. Az Edo-korban nagyobb boltok és gazdagabb családok újév napján osztogattak szét a nép között apró tasak mocsikat és mandarinokat, hogy így terjesszék a köznép körében a boldogságot.

## Költészet
A japán újévi hagyománykörnek szintén szerves részét képzi a japán költészet, ebbe természetesen beleértve a haikut (俳句; Hepburn: haiku) (ezek 17 szótagból álló “versek”, melyek három sorba rendeződnek a következő sorrendben: az első sor 5 szótagból áll, a második hétből és a harmadik sor szintén 5 szótagból áll) és a renga (連歌; Hepburn: renga) (összekapcsolt költészet). A fent említett hagyományok tekintetében érdemes megemlíteni a haikut, mint kigót (évszak szavak). Ezek úgyszintén haikuk, amik a sok “elsőt” hivatottak megünnepelni az új évben, például az “első nap” (hacuhi (初日; Hepburn: hatsuhi)) vagy az “első napfelkelte”, az “első nevetés” (varaidzome (笑初; Hepburn: waraizome) – az új évet mosollyal kezdeni egy felettébb pozitív jelnek számít) továbbá az “első álom” (hacujume (初夢; Hepburn: hatsuyume)). Mivel a hagyományos, holdnaptár szerinti újév eredetileg később volt, mint a jelenlegi időpont, ezért a legtöbb ilyen költemény említi valamilyen formában a tavaszt.
Az újévi üdvözlőkártyákon kívül a haikuk is megemlíthetik az “első levelet” (hacudajori (初便; Hepburn: hatsudayori) – ez annyit jelent, hogy az első levél-váltás), az “első kalligráfiát” (kakidzome (書き初め; Hepburn: kakizome)), ezeken kívül még az “első ecsetvonást” (fude hadzsime (筆始祭; Hepburn: fude hajime)).

## Játékok

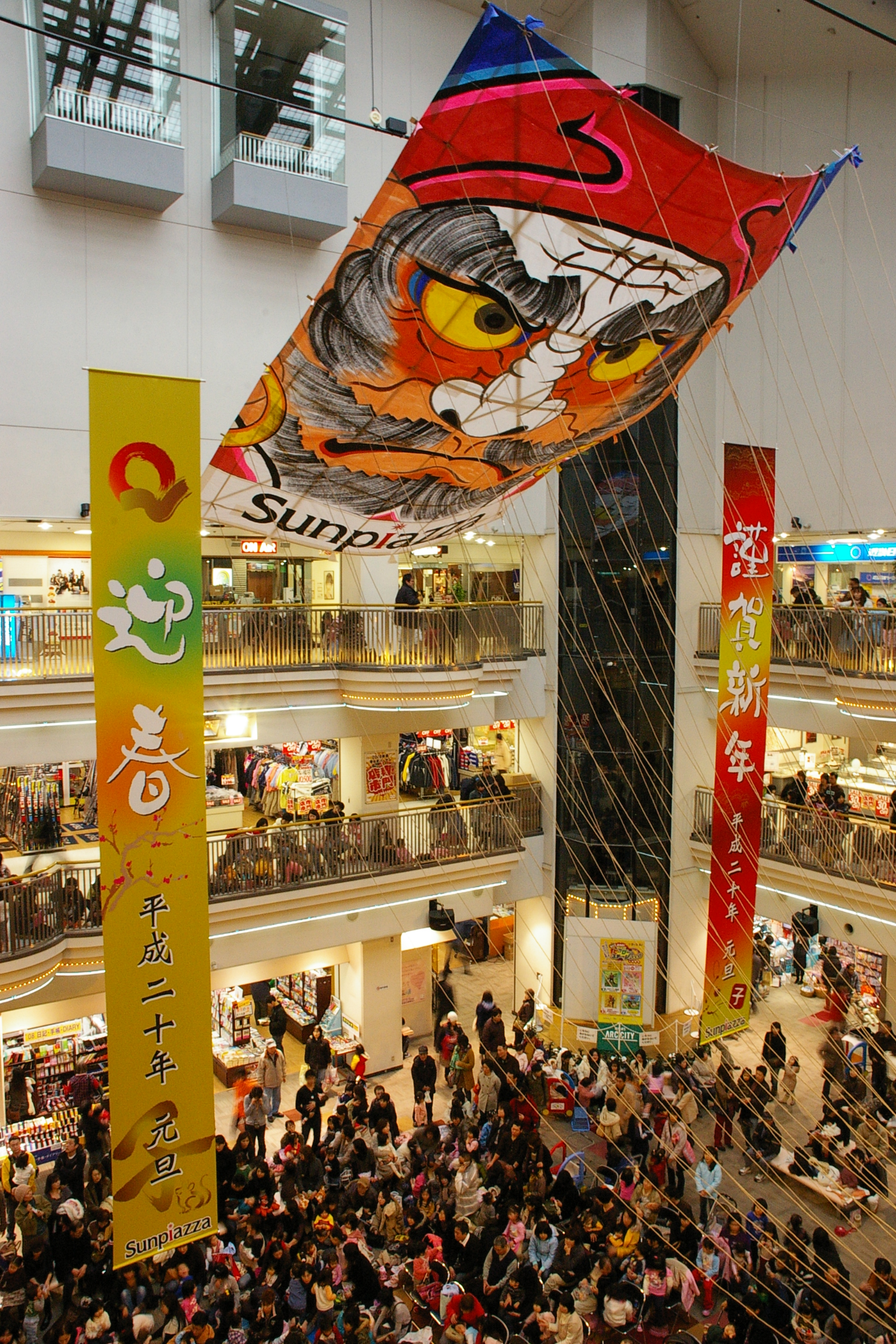
Újévkor kiállított hatalmas papírsárkány.

Az újévi ünnepi időszakban rengetegféle ilyenkor szokásos játék van. Ezek közé tartozik például a hanecuki, a takoage (sárkányreptetés), koma, Szugoroku, Fukuvarai (福笑い; Hepburn: fukuwarai) (ez a japán verziója a “Ragaszd fel a szamár farkát!” című játéknak, ahol egy bekötött szemű játékos papírból kivágott arc alapra próbálják felhelyezni a szintén papírból kivágott részeit az arcnak, például a szemeket, a szemöldököket, az orrot és a szájat) továbbá a karuta.

## Újév a szórakoztatóiparban
Több, kimondottan erre az ünnepi időszakra időzített műsor is van ekkortájt, amelyek egy része csakis újév előtt és/vagy az újév után kerülnek adásba, tehát kifejezetten erre a decemberi-januári időszakra alkotják meg őket, másik részük pedig különkiadása más, már létező televíziós műsoroknak. Több évtizeden át, lényegében hagyománnyá vált a Kóhaku uta gasszen című tévéműsort szilveszter estéjén megtekinteni az NHK (Nippon Hószó Kjókai / Nihon Hószó Kjókai ( 日本放送協会 ) vagyis a Japán Közszolgálati Csatorna) csatornán. A műsorban két csapat verseng egymással a győzelemért: a piros csapat és a fehér csapat, ezen csapatok tagjai pedig egytől egyig híres japán zenei előadók.

## Sport
Újév első napján rendezik meg a Japán Császári Kupa döntő mérkőzését, ami a Japán nemzeti futball kieséses tornája, és általánosan a Tokiói Olimpiai Stadionban hozzák tető alá, bár ez megváltozhat, amennyiben a stadionon éppen javítási munkálatokat végeznek. A döntő 1969 óta esik az újév első napjára és leggyakrabban az NHK televíziós csatorna közvetíti.

## Beethoven IX. szimfóniája
Beethoven IX. szimfóniája, amely tartalmazza az Európai Unió himnuszát, az Örömódát, az azt kísérő kórussal, felzendül egész Japán területén az újévi időszakban, mivel ennek a műnek az előadása hagyománnyá nőtte ki magát. 2009 decemberében, például, több mint 55 féle módon hangzott el az Örömóda számos híres japán zenekar és kórus előadásában.
Japánnak, Beethoven IX. szimfóniáját, a Japánban fogvatartott német hadifoglyok mutatták be az első világháború folyamán. 1925-ben több Japán zenekar, nevezetesen az NHK Szimfonikus Zenekar, megkezdte ennek a darabnak az előadását a nagyközönség előtt. A második világháború során a császári kormány népszerűsítette a szimfónia előadásait, többek között az év végén felcsendülőket is, hogy így felbátorítsa a hűséget a Japán nacionalizmus iránt. A háború után, a Japán újjáépítésével járó gazdasági válság miatt szűkölködésen áteső zenekarok és kórusok népszerűsítették a zenemű előadását az újévi időszakban, mivel a darab rendkívüli népszerűséggel bírt a nagyközönség körében. Az 1960-as években egyre nagyobb körben terjedt el a szimfónia újévi előadása, beleértve a helyi kórusok és szimfonikus zenekarok részvételét, és így megalapozva ennek a mai napig fennálló hagyománynak az elterjedését.

## „Kis újév”
Az újévi ünnepkörhöz kapcsolódóan még érdemes megemlíteni az úgynevezett „kis újévet” ( 小正月 kosógacu ), amely hagyományosan az év első teliholdját, tehát az első holdnaptár szerinti hónapnak a 15. napját (megközelítőleg ez a Gergely-naptár szerinti február közepére esik) ünneplik. Több szempontot figyelembe véve ezt az eseményt mostanság időnként január 15-én ünneplik. A Kosógacu főbb eseményei közé tartoznak a különböző rítusok és gyakorlatok, melyek a bőséges termésért fohászkodnak. A „kis újév” reggelén hagyomány szerint rizs kását fogyasztanak adzuki babbal ( 小豆粥 adzukigaju ) és ez kapcsolódik a rizs kásával való jövőbelátás ceremóniájához. Ezen túl az újévi dekorációk ekkortájt kerülnek le és pár templom különféle eseményeket is tart, mint például a Tórin-in.
Ez az ünnep egy időbe esik a kínai lampion fesztivállal.

## Fordítás
- Ez a szócikk részben vagy egészben  a   Japanese New Year című angol Wikipédia-szócikk ezen változatának fordításán alapul.  Az eredeti cikk szerkesztőit annak laptörténete sorolja fel. Ez a jelzés csupán a megfogalmazás eredetét és a szerzői jogokat jelzi, nem szolgál a cikkben szereplő információk forrásmegjelöléseként.